# Союз ТМА-19
Союз ТМА-19 е пилотиран космически кораб от модификацията „Союз ТМА“, полет 23S към МКС, 129-и полет по програма „Союз“. Чрез него е доставена в орбита двадесета и четвърта основна експедиция и е 57-и пилотиран полет към „МКС“.

## Екипаж

### При старта и при кацането

#### Основен
Двадесет и четвърта основна експедиция на МКС
- Фьодор Юрчихин (3) – командир
- Дъглас Уилок (2) – бординженер-1
- Шанън Уокър (1) – бординженер-2

#### Дублиращ
- Димитрий Кондратиев – командир
- Катрин Кулмън – бординженер-1
- Паоло Несполи – бординженер-2

## Най-важното от мисията
Това е мисия № 100 по изграждане на Международната космическа станция.
На 18 юни 2010 г. в 02:21 ч. московско време (17 юни 2010 г., 22:21 ч. по Гринуич) се осъществява напълно автоматизирано скачването на космическия кораб със кърмовия скачващ възел на служебния модул „Звезда“. На 28 юни 2010 г., в 23:13:48 московско време (19:13 GMT) екипажът откача кораба от модула „Звезда“ и го „премества“ на около 40 m на наскоро доставения в орбита модул Рассвет около 25 минути по-късно в 23:37:58 московско време (19:37 GMT). По време на маневрата командирът Юрчихин използва ръчно управление.
По време на мисията си, екипажите от Експедиции 24 и 25 работят върху повече от 120 експеримента с микрогравитация, изследвания върху човешкия организъм; експерименти в областта на биологията и биотехнологиите, физиката и материалознанието.
Планирано е излизане в открития космос, за да се подготви наскоро доставения в орбита руски модул „Рассвет“ за автоматично скачване към него на космически апарати. В задачите им се включва и полагане и свързване на кабели за пренос на данни към модулите „Звезда“ и „Заря“. Заменена е и видеокамера с нова в задната част на модула „Звезда“. Тя ще позволи телевизионно заснимане и предаване на подхода и скачването на бъдещите мисии на европейския Автономен товарен кораб (ATV), доставящи товари за космическата станция. Това е 25-та руска и общо 147-ма мисия в открития космос от Международната космическа станция.
По време на полета е отстранена авария, при която се изключва половината от охладителната система на станцията. Това довежда до три непланирани излизания в открития космос от Д. Уилок и бординженера от Експедиция 24 Трейси Колдуел Дайсън. При излизанията те заменят дефектния модул на помпата, който причинява спирането. Охладителната система на станцията е възстановена напълно.

### Космически разходки
| № | Участници                          | Начало                   | Край                     | Продължителност    |
| - | ---------------------------------- | ------------------------ | ------------------------ | ------------------ |
| 1 | Михаил Корниенко Фьодор Юрчихин    | 27 юли 2010 04:1? UTC    | 27 юли 2010 10:5? UTC    | 6 часа и 42 минути |
| 2 | Дъглас Уилок Трейси Колдуел Дайсън | 7 август 2010 11:19 UTC  | 28 август 2010 19:22 UTC | 8 часа и 3 минути  |
| 3 | Дъглас Уилок Трейси Колдуел Дайсън | 11 август 2010 12:27 UTC | 11 август 2010 19:53 UTC | 7 часа и 26 минути |
| 4 | Дъглас Уилок Трейси Колдуел Дайсън | 16 август 2010 17:40 UTC | 16 август 2010 17:40 UTC | 7 часа и 20 минути |

Кацането на Союз ТМА-19 по план е трябвало да стане на 30 ноември. Решено е да стане по-рано поради решението на правителството на Казахстан да се ограничи въздушния трафик преди началото на срещата на върха на Организацията за сигурност и сътрудничество в Европа (ОССЕ) в Астана, Казахстан, определена за 1 – 2 декември 2010 г.
Корабът се откача от космическата станция в 01:19 UTC на 26 ноември 2010 г., а самото приземяване става в 04:46 UTC в напълно автоматичен режим без никакви проблеми.
- Екипажът, сниман пред космически кораб
- Стартът на „Союз ТМА-19“
- Скаченият „Союз ТМА-19“ към модула Рассвет
- „Преместването“ на кораба от модула „Заря“ към модула „Рассвет“
- Корабът е откачен от МКС
- Моментът на приземяване на спускаемия апарат на „Союз ТМА-19“
- Екипажът малко след приземяването